# Ordinamento penitenziario italiano
L'ordinamento penitenziario italiano (OP), è l'insieme delle norme che regolamentano il carcere in Italia nonché gli istituti di reclusione e la loro organizzazione.
È disciplinato alla legge 26 luglio 1975, n. 354  dal regolamento di attuazione della medesima, ovvero il D.P.R. 30 giugno 2000, n. 230.

## Storia
Raggiunta l'unità d'Italia, nel nuovo stato si avvertì la necessità di raccogliere ed uniformare, in maniera organica e sistematica, tutta la legislazione vigente in tema: già nel 1859 si ebbe l'estensione del codice penale del Regno di Sardegna a livello nazionale (e esclusione della Toscana).
Tra il 1860 e il 1862 vennero solo emanati cinque regolamenti relativi alle diverse tipologie di stabilimenti carcerari, così classificati:
- Bagni penali  (Regio Decreto 19 settembre 1860);
- Carceri giudiziarie [1];
- Case penali [2];
- Case di relegazione [3];
- Case di custodia [4]

Tutte le tipologie, ad eccezione dei bagni penali (che dipendevano dal ministero della marina), erano amministrate dall'Ispettorato generale delle carceri dipendente dal Ministero dell'Interno. 
Il R.D. 29 novembre 1866, n. 3411 sancì il passaggio dei bagni penali dal ministero della marina al Ministero dell'Interno, a partire dal 1º gennaio 1866. Ogni istituto prevedeva una propria classificazione del personale di custodia. 
Con regio decreto 9 ottobre 1861 n. 255 fu istituita la Direzione generale delle carceri dipendente dal Ministero dell'Interno, in sostituzione dell'Ispettorato generale delle carceri, vecchia divisione del ministero, creata nel 1849 dal Regno di Sardegna, al cui vertice era stato posto un ispettore generale. Allo stesso anno risale anche la prima legge relativa all'edilizia penitenziaria e agli stanziamenti di bilancio per farvi fronte (legge 14 luglio 1889 n. 6165). Infine con il regio decreto 6 marzo 1890 n. 6829 si giunse a una prima riforma organica dell'ordinamento penitenziario italiano, cui seguì il relativo regolamento, emanato con regio decreto 1º febbraio 1891 n. 260 (Regolamento generale degli stabilimenti carcerari e dei riformatori governativi).
Con la nascita della Repubblica Italiana la costituzione sancì all'art. 27 il principio della pena come strumento di rieducazione del condannato; tuttavia, la normativa del XIX secolo rimase in vigore fino alla riforma del 1975, a cui seguì il relativo regolamento di attuazione di cui al D.P.R. 29 aprile 1976 n. 431.

## La classificazione degli istituti penitenziari
La classificazione degli istituti penitenziari dipende dalla posizione giuridica del detenuto.
Coloro che si trovano all’interno di un istituto penitenziario sono definiti “ristretti”. I ristretti si dividono in: 
1. detenuti: soggetti che si trovano in esecuzione di una pena di una ordinanza di custodia cautelare o di un provvedimento di arresto o fermo, in attesa di giudizio.
2. internati: soggetti che si trovano in esecuzione di una misura di sicurezza personale, perché sono ritenuti socialmente pericolosi.

Gli istituti penitenziari si dividono a loro volta in istituti per le esecuzioni delle pene, istituti per le esecuzioni delle misure di sicurezza e centri di osservazione. 

### Gli istituti per le esecuzioni delle pene
Gli istituti per le esecuzioni delle pene sono:
1. case di arresto e case mandamentali, per la reclusione degli imputati a disposizione del pretore. Dopo la soppressione della figura del pretore per la normativa che ha istituito il giudice unico[7], le case mandamentali non sono più operative.
2. case circondariali, che ospitano detenuti in attesa di giudizio e, in apposite sezioni, detenuti definitivi con pena inferiore a 5 anni.
3. case di reclusione, che ospitano detenuti definitivi con pena superiore ai 5 anni. Nella casa di reclusione si fa ingresso attraverso un provvedimento di “assegnazione del detenuto”, che è disposto dal PRAP (provveditorato regionale) nell’ambito della stessa regione o dal DAP (Dipartimento dell’Amministrazione Penitenziaria) quando il provvedimento avviene tra due provveditorati diversi e per i detenuti AS (alta sicurezza). Nelle case di reclusione viene dedicato uno spazio maggiore alle attività trattamentali (lavorazioni, corsi di studio, etc.) e il regime ordinario è quello aperto.
4. istituti della giustizia minorile, che ospitano detenuti minorenni e detenuti maggiorenni che hanno compiuto il reato nella minore età, ma hanno un’età inferiore a 25 anni (chiamati giovani adulti). Questi soggetti possono restare negli istituti minorili anche fino ai 25 anni in base alla maturazione della loro personalità (la decisione spetta al magistrato di sorveglianza).

Gli IPM (istituti penali per minorenni) e i PGA (istituti per giovani adulti) dipendono dal dipartimento per la giustizia minorile (DGM)
Negli istituti per le esecuzioni delle pene è rilevante lo spazio dedicato al trattamento. Anche la polizia penitenziaria è coinvolta nelle attività e non indossa la divisa.

### Gli istituti per le esecuzioni delle misure di sicurezza
Gli istituti per l’esecuzione delle misure di sicurezza sono 
1. colonia agricola: casa di lavoro che ospita soggetti imputabili e pericolosi
2. casa di cura e custodia, che ospita soggetti semi-imputabili o affetti da intossicazione cronica da alcol o stupefacenti
3. ospedale psichiatrico giudiziario (OPG), che ospita soggetti non imputabili e pericolosi.

Con la legge numero 9 del 2012 è prevista la chiusura di tutti gli OPG ancora aperti in Italia, che verranno sostituiti dalle REMS (Residenza Esecuzione Misura di Sicurezza), che saranno affidate alla esclusiva gestione del personale sanitario; la polizia penitenziaria si occuperà della vigilanza perimetrale e interverrà in caso di eventi critici. 

### Centri di osservazione
I centri di osservazione possono essere istituti autonomi o sezioni di altri istituti . Questi svolgono le attività di osservazione per poi inserirne i risultati nelle cartelle personali dei detenuti, oltre ad attività di ricerca scientifica.

## I circuiti penitenziari
I circuiti penitenziari sono partizioni di istituti destinate ad accogliere detenuti individuati in base a categorie generali, non individualizzate; per esempio, in base al tipo di reato.  
I circuiti penitenziari sono: 
- Alta Sicurezza (AS)
- Media Sicurezza (MS)[9]
- custodia attenuata
- collaboratori di giustizia
- 41 BIS

### Il circuito AS
Il circuito AS ha sostituito nel 2009 il circuito EIV (Elevato Indice di Vigilanza). I detenuti facenti parte del circuito AS sono esclusi dalla restante popolazione detenuta e suddivisi in 3 sottocircuiti: 
- AS1 ospita i detenuti a cui è stato revocato o non è stato prorogato il regime di 41BIS (cosiddetti 41 BIS declassificati o declassati)
- AS2 ospita i detenuti per reati di terrorismo o eversione dell’ordinamento costituzionale
- AS3 ospita detenuti per reati di associazione di stampo mafioso, reati commessi con metodi mafiosi o per agevolare la mafia, i vertici del narcotraffico, i sequestratori di persona e simili. Il detenuto resta nel circuito AS anche quando dopo essere stato condannato per un reato comune e per uno mafioso ha terminato di scontare la parte di pena relativa al reato mafioso.

Per questi soggetti la sicurezza predomina sul trattamento. 

### Il circuito MS
Con la circolare numero 10 del 1993 si è istituito il circuito penitenziario di Media Sicurezza contenente i detenuti comuni non classificabili come AS o Custodia Attenuata. Per tali soggetti è previsto un bilanciamento tra esigenze di sicurezza e attività socializzanti. 
Il circuito MS è stato affetto da un profondo cambiamento con le circolari 2012-2013 sul circuito regionale e sulla sorveglianza dinamica. Attualmente il numero delle sezioni a regime aperto è in progressivo aumento, mentre la cella chiusa sta diventando sempre più obsoleta. All’interno della MS si trovano particolari sezioni che ospitano detenuti i quali non devono stare a contatto con la restante popolazione penitenziaria, a causa del reato che hanno commesso o delle loro condizioni personali: si tratta dei cosiddetti “protetti” o  "incolumi", come autori di reati sessuali, ex appartenenti alle forze dell’ordine o fonti confidenziali.

### La custodia attenuata
Il circuito a Custodia Attenuata era in principio destinato ai detenuti tossicodipendenti, poco pericolosi e più recuperabili, per poi espandersi ad altre categorie, tra cui:
- detenute madri, che vengono accolte negli ICAM (Istituto di Custodia Attenuata Madri), istituiti nel 2011
- detenuti tossicodipendenti che hanno in corso un programma di recupero, che vengono accolti negli ICAT (Istituto Custodia Attenuata Tossicodipendenti[13])
- detenuti sieropositivi che hanno in corso un programma di cura
- detenuti cosiddetti "dimittenti" a cui resta da scontare una pena inferiore ai 18 mesi
- detenuti che si trovano in semi libertà o articolo 21: in genere sono ospitati in edifici separati dalle sezioni per evitare contatti con gli altri detenuti; anche il livello di sicurezza è inferiore

Nel circuito della custodia attenuata le esigenze del trattamento prevalgono su quelle della sicurezza. Il regime è “aperto” e le attività lavorative e di studio sono superiori rispetto alla media sicurezza.

### 41 BIS
Il 41 BIS è un regime penitenziario di sospensione delle ordinarie regole di trattamento. Per esigenze organizzative legate all'elevata pericolosità dei detenuti in tale regime, ad esso è associato anche un circuito penitenziario gestito a livello centrale.

## Il trattamento
Il trattamento penitenziario è distinto dal trattamento rieducativo. 

### Il trattamento rieducativo
Il trattamento rieducativo per i condannati definitivi ha come scopo la rieducazione cioè il reinserimento sociale. Questo obiettivo si raggiunge attraverso una prima fase che è l’osservazione della personalità del condannato (che inizia quando la condanna del detenuto diventa definitiva) e una seconda fase che è la predisposizione di un programma di trattamento individuale. 
La partecipazione attiva al trattamento comporta la possibilità di ottenere i benefici e quindi una progressiva restituzione della libertà. I benefici sono: 
1. permessi premio
2. articolo 21
3. misure alternative alla detenzione (semilibertà, detenzione domiciliare e affidamento in prova all’UEPE- Ufficio Esecuzione Penale Esterna)

Anche l’ergastolano che partecipa al trattamento può ottenere benefici: 
1. dopo 10 anni, dei permessi premio
2. dopo 20 anni, la semilibertà
3. dopo 26 anni, la liberazione condizionale, che comporta altri 5 anni di libertà vigilata.

Per i condannati definitivi si parla anche di 'patto trattamentale': il detenuto si impegna a partecipare al trattamento e in cambio lo Stato gli riconosce i benefici. 

### Il trattamento penitenziario
Il trattamento penitenziario è l’insieme degli elementi che l’amministrazione penitenziaria offre al detenuto nel corso della sua esperienza carceraria, i quali sono affrontati nel dettaglio nel titolo I OP. Il vitto, i passeggi, i colloqui, le visite mediche sono tutti elementi che fanno parte del trattamento penitenziario. Anche le perquisizioni e il regime disciplinare riguardano il trattamento penitenziario, che si applica a tutti i detenuti indipendentemente dalla posizione giuridica. I detenuti hanno gli stessi diritti delle persone libere, tranne la libertà personale e gli altri diritti che non sono compatibili con le esigenze di ordine e sicurezza dell’istituto. Ad esempio, il detenuto ha il diritto alla salute, alla religione, a sposarsi, a votare e così via. Invece il detenuto NON ha il diritto a possedere denaro contante o a comunicare liberamente con l’esterno. 
Il trattamento penitenziario deve essere: 
1. rispettoso della dignità del detenuto[16][17]
2. non discriminatorio [18][19]
3. improntato al pluralismo culturale (per esempio, il detenuto ha diritto alla dieta vegetariana). Per gli imputati in custodia cautelare (indagati, imputati, appellanti e ricorrenti) lo scopo del trattamento non può essere la rieducazione perché essi si considerano innocenti fino alla condanna definitiva[20]. Per loro quindi il trattamento è su base esclusivamente volontaria con finalità di semplice sostegno, cioè per limitare gli effetti negativi della carcerazione.

#### I colloqui del detenuto
I colloqui sono un diritto del detenuto e fanno parte del trattamento penitenziario.  Le autorità che rilasciano il permesso del colloquio sono diverse: 
- a un indagato viene concesso dal GIP (Giudice per le Indagini Preliminari). A volte il permesso del colloquio viene rilasciato dal PM (Pubblico Ministero) ma la competenza è del GIP[22]
- a un imputato viene concesso dal giudice che procede: il GUP (Giudice Udienza penale) o il Tribunale
- ad appellanti, ricorrenti o definitivi viene concesso dal Direttore
- per posizioni giuridiche complesse (ad esempio condannato per rapina e indagato per spaccio) è necessario il consenso di ciascun organo, ma nella pratica prevale l’autorità giuridica.

I colloqui possono essere effettuati con 
1. familiari, cioè coniuge, convivente, parenti e affini fino al quarto grado (terzo per AS e 41 BIS). Questo è un diritto del detenuto, che può essere limitato solo per circostanze eccezionali (per esempio: sospetti di complicità della moglie)
2. terze persone o estranei, ma per un motivo specifico (ad esempio: fidanzata non convivente, amici, maestri, docenti, datori di lavoro, ex compagni di cella etc.). Gli animali domestici possono effettuare “il colloquio” se c’è un legame affettivo con il padrone e non causano pericoli per l’ordine e la sicurezza.
3. avvocato. Ogni detenuto può avere fino a 2 avvocati per ogni procedimento. L’avvocato può effettuare il colloquio senza limiti di tempo e di frequenza. Per i 41 BIS era previsto un massimo di 3 colloqui settimanali, ma la corte costituzionale ha eliminato tale limite. I colloqui con l’avvocato non si contano nei 6 colloqui mensili.

Il detenuto può usufruire di 
1. colloqui straordinari in caso di grave infermità, particolari circostanze o presenza di figli di età inferiore ai 10 anni.
2. durata doppia del colloquio se i familiari vivono in un comune diverso dalla sede dell’istituto e non hanno effettuato colloquio la settimana precedente
3. telefonate straordinarie per figli di età inferiore ai 10 anni, circostanze eccezionali, rientro dal permesso e trasferimento.